# Éric-Emmanuel Schmitt
Éric-Emmanuel Schmitt (Sainte-Foy-les-Lyon, 28 de marzo de 1960) es un escritor y dramaturgo francés nacionalizado belga en 2008.

## Biografía
Nacido de padres profesores de educación física, de origen alsaciano, superó las pruebas de acceso para la Escuela Superior de París, en la que estudió desde 1980 hasta 1985. Al terminar aprobó unas oposiciones de filosofía. Su tesis llevó por título Diderot y la metafísica. 
Enseñó un año en Saint-Cyr durante su servicio militar, tres años en Cherbourg y en la Universidad de Chambéry. Tal y como se dice en La Noche de los Valognes, Eric-Emmanuel Schmitt fue un adolescente rebelde con ocasionales ataques de violencia. No obstante, según el propio autor, la filosofía lo habría llevado a aprender a ser él mismo y a sentirse libre. 
Un día, su madre lo llevó a ver una representación de Cyrano de Bergerac con Jean Marais. El niño se emocionó hasta llorar, de forma que el teatro se convirtió a partir de ese momento en su pasión.
Así, el joven Éric se puso a escribir. Más tarde dirá: «A los dieciséis años comprendí, o decidí, que yo sería escritor y compuse, puse en escena y representé mis primeras obras en el Instituto». Con el fin de mejorar su estilo, se entrega con furia a distintos ejercicios de reescritura y remedo, en particular de Molière.
En la noche del 4 de febrero de 1989, durante una expedición al Sahara, tuvo una experiencia mística: el sentimiento de lo Absoluto se le reveló. Una frase ocupa todos sus pensamientos: «Todo está justificado». Esta conmoción le hizo superar el obstáculo para transitar hacia la escritura. 
Sus obras de teatro le proporcionaron rápidamente éxito. Comenzó su carrera en la década de 1990. Obras como La noche de los Valognes ha sido representada en numerosos países y El visitante obtuvo un premio durante la Nuit des Molières 1994. En 1997, escribió Variaciones enigmáticas expresamente para actores de la talla de Alain Delon y Francis Huster. Federico o el bulevar del crimen se representó simultáneamente en Francia y en Alemania y Jean-Paul Belmondo hizo la puesta en escena original en el Teatro Marigny.
Además, Eric-Emmanuel Schmitt ha escrito tres obras en un solo acto, por lo general para causas humanitarias. Por ejemplo, Francis Huster representó al diablo en La escuela del diablo, obra escrita para una velada especial de la organización Amnistía Internacional. 
Sin embargo, Schmitt no sólo ha cosechado éxitos con el teatro. En 2000, una novela sobre la historia de Jesucristo, El evangelio según Pilatos, fue un éxito de crítica y de ventas. Al año siguiente, publica otra novela sobre un personaje histórico sujeto a debate: en La parte del otro Adolf Hitler entra en la Escuela de Bellas Artes de Viena. El porvenir del mundo ha cambiado por completo. Asimismo, su obra El señor Ibrahim y las flores del Corán vendió en 2004 más de 250.000 ejemplares en Francia y 300.000 en Alemania.
Apasionado de la música, ha hecho incursión en la ópera traduciendo al francés dos obras de Mozart: Las bodas de Fígaro y Don Giovanni.
También en el cine ha hecho algún trabajo, como en el filme Odette Toulemonde (2006), con guion y dirección del autor francés, basada en la novela homónima. Reside en Bruselas desde 2002.

## Temas
Numerosas obras de Schmitt tratan sobre personajes históricos célebres. Es el caso de:
- Sigmund Freud en El Visitante.
- Diderot en El libertino.
- Poncio Pilatos, Jesús y Judas en El evangelio según Pilatos.
- Adolf Hitler en La parte del otro.

La religión ocupa igualmente un lugar importante en la obra de Schmitt, a menudo confrontando dos personajes de religiones diferentes:
- Jesucristo resucitado que busca a Poncio Pilatos.
- El budismo en Milarepa.
- El Islam y el judaísmo en El señor Ibrahim y las flores del Corán.
- La súplica de un niño moribundo a Dios en Oscar y la dama rosa.
- El judaísmo y el cristianismo en El hijo de Noé.

Estas tres últimas obras de Schmitt muestran, además, una reflexión del autor sobre el lugar del niño en la familia. A cada momento, un niño adopta una nueva familia, un nuevo padre. Para ciertos críticos, estos niños son proyecciones del propio autor.

## Premios
- 1994: Premio Nuit des Molières 1994 por El visitante.
- 2000: Gran Premio de Lectoras de Elle magazine por El evangelio según Pilatos. Ese mismo año la novela fue propuesta para numerosos premios literarios.
- 2001: Gran Premio de Teatro de la Academia francesa por el conjunto de su obra.

## Obra
- Teatro 
  - La noche de los Valognes (1991)
  - El visitante (1993)
  - Golden Joe (1995)
  - Variaciones enigmáticas (1996)
  - El libertino (1997)
  - Milarepa (1997)
  - Federico o el bulevard del crimen (1998) con Jean-Paul Belmondo
  - Hotel de los dos mundos (1999)
  - Pequeños crímenes conyugales (2003)
- Obras en un acto 
  - La escuela del diablo (1996)
  - La mordaza
  - Monólogo que inspira El señor Ibrahim y las flores del Corán (1999)
  - Mil y un días (2000)
  - Mis evangelios (2004), adaptación teatral de la novela El evangelio según Pilatos.
- Ensayo 
  - Diderot o la filosofía de la seducción (1997)
  - Mi vida con Mozart (2005), acompañado de un disco de extractos musicales de Wolfgang Amadeus Mozart.
- Novela 
  - El hijo de Noé
  - La secta de los egoístas (1994)
  - El evangelio según Pilatos (2000)
  - El señor Ibrahim y las flores del Corán (2001), adaptada al cine con el mismo título en 2003.
  - La parte del otro (2001)
  - Cuando yo era una obra de arte (2002)
  - Oscar y Mamie Rose (2002)
  - El hijo de Noé (2004)
  - Odette Toulemonde y otras historias (2006)
- Traducciones
  - Traducciones de dos óperas de Mozart: Las bodas de Fígaro y Don Giovanni.
- Filmes 
  - Odette Toulemonde (2007)
  - Cartas a Dios (2011)